# Горшков, Андрей Васильевич
Андрей Васильевич Горшков (1904—1980) — советский хозяйственный, государственный и политический деятель.

## Биография
Родился в деревне Харинка в 1904 году.
С 1933 года — на хозяйственной, общественной и политической работе. В 1933—1980 годах — заведующий Чайкинской сельской больницей, Щукинской сельской больницей Пустошкинского района, начальник госпиталя на советско-финляндской войне, начальник эвакогоспиталя № 1149 во время ВОВ, возглавлял районную больницу в селе Новодугино Смоленской области, главный врач, врач поликлиники Пустошкинской районной больницы.
Избирался депутатом Верховного Совета РСФСР 3-го созыва.
Умер в 1980 году в Пустошке.